# 鈴木工務店 (放送作家)
鈴木工務店（すずきこうむてん）は、日本の放送作家（構成作家）。東京都出身。本名：鈴木淳（すずきあつし）。

## 人物
- 和光大学出身。『めちゃ×2イケてるッ!』（フジテレビ）の前身番組『とぶくすり』（フジテレビ）で放送作家デビュー。デビューのきっかけは、当時『とぶくすり』ディレクターの片岡飛鳥にコント台本を送り、スカウトされたという。
- デビューから数年間は「ネタを書かせてやってるんだから」という理由でノーギャラ状態が続いていた。
- 極楽とんぼ・マッコイ斉藤やそれと関係する人物たちとの繋がりが強く、多くの番組に関わっている。
- 特に極楽とんぼ・加藤浩次とは、加藤がアルバイトをしていたBAR（中目黒「VIV」）に2人で行くなどプライベートで大変仲がいい。
- 趣味は一人旅。
- 師弟関係こそないが、放送作家になりたての頃のオークラに一から仕事を教えていた。
- TBSラジオで放送されていた『極楽とんぼの吠え魂』に作家として入っていた時は、基本的に笑い声のみで発言をすることは滅多になかった。だが、山本圭壱の不祥事により加藤浩次一人の放送になった時は「受け役」として積極的に発言。そのスタイルは後番組『おぎやはぎのメガネびいき』でも引き継がれている。
- おぎやはぎからは「パイパンが似合う男」「（『おねだり!!マスカット』（テレビ大阪）で共演した）永作あいりと付き合っている」など度々ラジオでネタにされている。
- おぎやはぎ・矢作兼は「台本を書かずにサボる作家が多くいる中、工務店さんは台本をちゃんと書く人」と評している（『メガネびいき』収録中、過労により体調を崩し途中退席した工務店を見送っての発言）。

## 参加作品

### 現在
（2025年現在）
- アイカタ〜大切な人の【イイところ】撮ってきてください〜（月曜日）
- おぎやはぎのメガネびいき （木曜） - TBSラジオ
- おしょうバズTV （元日） - テレビ朝日
- 乃木坂46のガクたび! （不定期） - NHK BSプレミアム
- マイナビ Laughter Night　（金曜深夜） - TBSラジオ

ほか

### 過去
- マルガリン銀行 - TOKYO MX・KBS京都・BS11
- 「マネーの虎」 - 日本テレビ
- 「おはスタ」 「空から日本を見てみよう[1]」 「おねがい!マスカット」 「おねだり!!マスカット」「ちょいとマスカット!」「おねだりマスカットDX!」「おねだりマスカットSP!」 「マスカットナイト」 「マスカットナイト・フィーバー!!!」 「恵比寿マスカッツ横丁!」 テレビ東京
- 「とぶくすり」 「めちゃ×2モテたいッ!」 「FNS27時間テレビ（2004・2011）」 「笑っていいとも!」 - フジテレビ
- 「極楽とんぼの吠え魂」 - TBSラジオ
- めちゃ×2イケてるッ! （土曜） - フジテレビ
- 「極楽とんぼのオールナイトニッポン」 - ニッポン放送、2022年08月10日
- 極楽とんぼKAKERUTV - AbemaTV
- 志村&所の戦うお正月 （元日） - テレビ朝日

ほか多数

## 作詞
- ミニアルバム 『みなさんのうた』 （2009年、宇田川フリーコースターズ[2]） ※ オークラとの共作[3]